# Матыцин, Олег Васильевич
Оле́г Васи́льевич Матыцин (род. 19 мая 1964, Москва, РСФСР, СССР) — российский политический и спортивный деятель.Председатель комитета Государственной Думы Федерального собрания Российской Федерации по физической культуре и спорту с 17 сентября 2024 года.  
Министр спорта Российской Федерации (21 января 2020 — 7 мая 2024) (и. о. 7—14 мая 2024).
Доктор педагогических наук (2002), профессор (1999), член-корреспондент Российской академии образования, член Совета по развитию физической культуры и спорта при Президенте Российской Федерации.
Президент Международной федерации студенческого спорта (FISU) (с 23 марта 2021 года приостановил деятельность на посту главы FISU в связи с санкциями WADA), почётный президент Российского спортивного студенческого союза. Ректор Российского государственного университета физической культуры, спорта, молодёжи и туризма (2001—2006).
В 2024 году победил на довыборах в Госдуму по одномандатному округу № 78 (Брянская область —Унечский).

## Биография
Родился 19 мая 1964 года в Москве.

### Спортивные достижения
Профессионально занимался настольным теннисом, представляя на соревнованиях спортивное общество «Буревестник». Мастер спорта СССР по настольному теннису (1980), обладатель Кубка СССР (1982), призёр VII Спартакиады народов СССР (1983), чемпионата РСФСР (1984).
С середины 1980-х гг. тренировал сборную команду ГЦОЛИФК по настольному теннису. Команда стала дважды чемпионом Всесоюзной универсиады (1988, 1990) и чемпионом мира среди студентов (1992). В 1997 году эта работа была оценена присвоением Олегу Матыцину звания заслуженного тренера Российской Федерации.

### Образование
В 1985 году окончил Государственный центральный ордена Ленина институт физической культуры (ГЦОЛИФК, ныне — РГУФКСМиТ). В 1989 году там же окончил аспирантуру, в 1990 году получил степень кандидата педагогических наук, защитив диссертацию «Подготовка высококвалифицированных спортсменов в настольном теннисе с учётом индивидуально-психологических особенностей личности и деятельности». В сентябре 1990 направлен Государственным комитетом СССР по народному образованию на научно-педагогическую стажировку в Пекинский спортивный университет, в 1991 году получил его диплом. В 2002 году в Уральской государственной академии физической культуры (ныне УралГУФК) защитил докторскую диссертацию на тему «Система формирования специальной подготовленности юных спортсменов на этапах многолетней подготовки в индивидуальных игровых видах спорта: на материале настольного тенниса».
В 2006 году получил второе высшее образование по специальности «Государственное и муниципальное управление» в Российской академии государственной службы при Президенте Российской Федерации.

### Карьера

#### Работа в РГУФКСМиТ
После завершения стажировки в КНР в 1991 вернулся на работу в ГЦОЛИФК-РГУФКСМиТ в качестве преподавателя. В 1996 году получил звание доцента и назначен деканом факультета индивидуального профессионального образования. В 1996—1999 годах являлся деканом факультета индивидуального профессионального образования. В 1999—2001 годах занимал должность проректора по учебной работе. В период с 2001 по 2006 год был ректором вуза. Далее с 2006 года по 2015 год был президентом университета.
В 2009 году Басманный суд Москвы отстранил Олега Матыцина от должности президента РГУФКСМиТ, а марте 2012 года Измайловский суд столицы признал его виновным в превышении должностных полномочий при передаче федеральной земли, которой пользовался университет, в аренду Черкизовскому рынку. Следствие вменяло ущерб федеральному бюджету в размере 120 млн рублей. Матыцин своей вины не признал, и защита настаивала на том, что решение было принято на заседаниях учёного совета университета и средства от аренды шли в бюджет вуза. Суд освободил Матыцина от наказания в связи с истечением срока давности привлечения к уголовной ответственности.

#### Работа в студенческом спортивном движении
Параллельно с работой в РГУФКСМиТ Матыцин в 2005 году был избран на должность президента Российского студенческого спортивного союза (РССС), который возглавлял до 2015 года. В качестве президента РССС активно участвовал в заявочных кампаниях Казани и Красноярска на право проведения всемирных летних Универсиад; входил в состав организационных комитетов XXVII Всемирной летней Универсиады 2013 года в Казани и XXIX Всемирной зимней Универсиады 2019 года в Красноярске. Олег Матыцин был руководителем российской делегации на Всемирных универсиадах 2005, 2007, 2009, 2011, 2013 и 2015 гг.
В 2005 году был избран в состав исполкома Европейской ассоциации университетского спорта (EUSA). В 2007 году стал членом исполкома Международной федерации университетского спорта (FISU). В 2011 был избран первым вице-президентом FISU. На выборах исполкома FISU, состоявшихся в ноябре 2015 в Лозанне, был избран на должность президента, набрав 102 голоса против 23 голосов у действующего президента Клода-Луи Гальена.
В качестве президента FISU инициировал разработку Глобальной стратегии FISU-2027, которая была утверждена на 35-й Генеральной ассамблее FISU в Тайбэе. Под руководством Матыцина FISU провела две летних и две зимних Универсиады. Были подписаны контракты на проведение зимних Универсиад в Люцерне (2021) и Лэйк-Плэсиде (2023) и Летних Универсиад в Чэнду (2021) и Екатеринбурге (2023). FISU также подписала меморандумы о взаимопонимании с Международным олимпийским комитетом и Ассоциацией национальных олимпийских комитетов, вошла в состав Ассоциации международных спортивных федераций, признанных МОК (ARISF). В 2018 года Матыцин вошёл в состав Комиссии МОК по олимпийскому образованию. В 2019 на Генеральной ассамблее FISU в Турине был переизбран на второй срок президентства FISU.
23 марта 2021 года приостановил деятельность на посту президента Международной федерации студенческого спорта. Решение связано с санкциями Всемирного антидопингового агентства (WADA) введенными из-за "фальсификации базы данных Московской антидопинговой лаборатории (LIMS)"– российским чиновникам запрещено занимать руководящие должности в международных спортивных федерациях в течение двух лет.

#### Министр спорта России
С 21 января 2020 по 14 мая 2024 года — министр спорта Российской Федерации в первом правительстве Михаила Мишустина.

#### Советник председателя Правительства России
30 мая 2024 года утверждён внештатным советником премьер-министра Российской Федерации.

#### Депутат Государственной Думы России
В 2024 году победил на довыборах в Госдуму по одномандатному округу № 78 (Брянская область —Унечский). 
17 сентября 2024 года Госдума утвердила кандидатуру Олега Матыцина на пост председателя комитета Госдумы по физической культуре и спорту.

## Членство в различных органах
Олег Матыцин является членом Совета по развитию физической культуры и спорта при президенте РФ.
Входил в составы комиссий по олимпийскому образованию Олимпийского комитета России (ОКР) и Международного олимпийского комитета.
Член-корреспондент Российской академии образования (состоит в отделении образования и культуры).

## Семья
Женат, двое сыновей. Есть старшая сестра — Наталья.

## Научная деятельность и публикации
Олег Матыцин опубликовал 80 научных трудов, в том числе пять учебников и две монографии: «Настольный теннис. Неизвестное об известном» (1994), «Подготовка юных спортсменов в настольном теннисе» (1995).
Барчукова Г. В., Богушас В. М. М., Матыцин О. В. Теория и методика настольного тенниса: учебник для студ. высш. учеб. заведений. — Москва: Издательский центр «Академия», 2006. — 528 с. — ISBN 5-7695-2167-8.

## Награды и звания
- Мастер спорта СССР по настольному теннису (1980)[8]
- Заслуженный тренер Российской Федерации (1997)[8]
- Почётный работник высшего профессионального образования Российской Федерации (2003)[8]
- Кавалер Ордена Дружбы (2006)[8]
- Кавалер Ордена Почёта (2017)[8]
- Орден «За заслуги перед Отечеством» IV степени (2024)[22]

Имеет ряд ведомственных наград, в том числе почётный знак Министерства спорта РФ «За заслуги в развитии физической культуры и спорта» и почетный знак Олимпийского комитета России «За заслуги в развитии олимпийского движения в России».
Также Олег Матыцин является почётным доктором Пекинского спортивного университета (2005), почётным доктором Национальной спортивной академии им. Васила Левски (Болгария, 2005), почётным доктором Литовского спортивного университета (Литва, 2015).

## Санкции
9 июня 2022 года, из-за вторжения России на Украину, Олег Матыцин включён в санкционный список Украины как «руководитель органа власти, поддерживающего действия и политику, которые подрывают территориальную целостность, суверенитет и независимость Украины». 24 февраля 2023 года, в годовщину начала российского вторжения на Украину, внесён в санкционный список США за «осуществление российских операций и агрессии в отношении Украины». По аналогичным основаниям находится под санкциями Новой Зеландии.